# Kubinka
Kubinka (russisch Ку́бинка) ist eine Stadt mit 23.472 Einwohnern (Stand 2024) in der Oblast Moskau (Russland). Der Ort liegt gut 60 km westlich von Moskau, etwa auf der halben Strecke nach Moschaisk im Rajon Odinzowski.

## Geschichte
Als Dorf ist Kubinka seit dem 15. Jahrhundert in Urkunden bekannt. Der Name könnte vom Familiennamen des frühen Landesbesitzers der Gegend, Fürst Iwan Kubenski, abstammen.
Wirtschaftlich bedeutend wurde der Ort erst Mitte des 19. Jahrhunderts, zu der Zeit, als in der Nähe die strategisch wichtige Eisenbahnstrecke von Moskau nach Smolensk verlegt wurde. Durch den späteren Bau oder Ausbau weiterer wichtiger Straßen (unter anderem die heutige Fernstraße M1) sowie des Großen Moskauer Eisenbahnrings, welcher die Smolensker Strecke in Kubinka kreuzt, wurde der Ort zu einem Verkehrsknotenpunkt.
1931 wurde nahe Kubinka eine Versuchstrasse für Autos und Militärfahrzeuge aus sowjetischer Produktion eingerichtet. Zugleich entstand dort ein Militärstützpunkt. 1968 erhielt der Ort den Status einer Siedlung städtischen Typs. Durch Eingemeindung zuvor geheimer, umliegender Militärsiedlungen (so beim nördlich gelegenen Militärflugplatz Kubinka und bei südlich anschließenden Einrichtungen unter anderem der russischen Weltraumtruppen) stieg die Einwohnerzahl Anfang der 2000er-Jahre etwa auf das Dreifache. Daraufhin wurden Kubinka 2004 die Stadtrechte verliehen.

### Bevölkerungsentwicklung
| Jahr | Einwohner |
| ---- | --------- |
| 1970 | 7.295     |
| 1979 | 8.297     |
| 1989 | 8.019     |
| 2002 | 26.158    |
| 2010 | 22.964    |

Anmerkung: Volkszählungsdaten

## Einrichtungen
Erwähnenswert ist das international bekannte Panzermuseum in der Stadt, das eine der weltweit größten Sammlungen gepanzerter Fahrzeuge zeigt. So ist zum Beispiel das letzte Exemplar des deutschen „Superpanzers“ vom Typ Maus und das letzte bekannte Exemplar des Kugelpanzers ausgestellt.
Nördlich der Stadt befindet sich am Militärflugplatz Kubinka das Flugzeugreparaturwerk 121.
Auf dem Gelände des vom russischen Verteidigungsministerium betriebenen Freizeitparks Patriot befindet sich die Hauptkirche der Streitkräfte Russlands.